# Équipe de Bahreïn de football
Cet article traite de l'équipe masculine. Pour l'équipe féminine, voir Équipe de Bahreïn féminine de football.
Maillots
L'équipe de Bahreïn de football (arabe : البحريني لكرة القدم) est constituée par une sélection des meilleurs joueurs bahreïniens sous l'égide de la Fédération de Bahreïn de football.

## Histoire

### Les débuts de Bahreïn
La Fédération de Bahreïn de football (اتحاد البحرين لكرة القدم) est fondée en 1957. Le premier match officiel de Bahreïn fut joué à Bagdad, le 2 avril 1966, contre le Koweït, qui se solda par un match nul sur le score de 4 buts partout. Quatre jours plus tard (6 avril 1966), il enregistra à Bagdad, la plus large défaite de son histoire contre l’Irak, sur le score de 10 buts à 1. Ces deux matchs furent joués dans le cadre du Championnat arabe des nations en 1966. La Fédération de Bahreïn de football (اتحاد البحرين لكرة القدم) est affiliée à la FIFA depuis 1966 et est membre de l'AFC depuis 1970. Pour la Coupe du monde de football 1978, l’équipe de Bahreïn de football (منتخب البحرين لكرة القدم) termine 2e lors du 1er tour des éliminatoires derrière le Koweït, devant le Qatar. Pour la Coupe du monde de football 1982, elle termine 4e sur 5 au 1er tour, derrière l’Irak, l’Arabie saoudite et le Qatar, devant la Syrie. Pour la Coupe du monde de football 1986, elle bat le Yémen du Sud au 1er tour mais est battue au 2d tour par la Syrie. Durant cette période, elle ne réussit à se qualifier pour la Coupe d’Asie des nations. Bahreïn fut finaliste en 1985 du Championnat arabe des nations, battu par l’Irak. Dans le cadre de la Coupe du Golfe arabe de football, Bahreïn fut en finale, sans jamais la gagner (1970 contre le Koweït, 1982 contre le Koweït).

### La première participation à la Coupe d’Asie
En battant en éliminatoires la Corée du Sud et le Yémen du Sud et en faisant match nul contre l’Indonésie, Bahreïn réussit pour la première fois à se qualifier pour une phase finale de la Coupe d'Asie des nations de football, celle de 1988. En phase finale, l’équipe de Bahreïn réalise deux matchs nuls contre l’Arabie saoudite (1-1) et le Koweït (0-0) et concède deux défaites contre la Chine (0-1) et contre la Syrie (0-1) au 1er tour, ce qui ne lui permit pas de qualifier pour les demi-finales.

### De 1988 à 2004
Pour la Coupe du monde de football 1994, l’équipe de Bahreïn termine 2e sur 5 lors du 1er tour des éliminatoires, derrière la Corée du Sud, devant Hong Kong, l’Inde et le Liban, insuffisant pour se qualifier pour le tour final. Pour la Coupe du monde 1998, elle échoue complètement en terminant 3e sur 3 lors du 1er tour, derrière la Jordanie et les Émirats arabes unis. Pour la Coupe du monde 2002, elle termine 1re lors du 1er tour des éliminatoires, devant le Koweït, le Kirghizistan et Singapour, mais termine 3e sur 5 lors du 2nd tour, derrière l’Arabie saoudite et l’Iran, devant l’Irak et la Thaïlande. Il faut noter que Bahreïn fut finaliste du Championnat arabe des nations en 2002, battu en finale par l’Arabie saoudite. Dans le cadre de la Coupe du Golfe arabe de football, Bahreïn fut 2 fois en finale durant cette période, sans jamais la gagner (1992 contre le Qatar et 2003 contre l’Arabie saoudite, sa seule victoire dans cette compétition interviendra en 2019 contre l’Arabie saoudite).

### La meilleure performance de Bahreïn lors de la Coupe d’Asie 2004
Au 1er tour de la Coupe d’Asie 2004, l’équipe de Bahreïn fait deux matchs nuls, 2-2 contre la Chine (buts de Mohamed Hubail et de Husain Ali) et 1-1 contre le Qatar (but de Mohamed Hubail) et bat 3-1 l’Indonésie (buts de Talal Yousef, d’A'ala Hubail et de Husain Ali). Cela permet à Bahreïn de se qualifier pour les quarts. En quarts, elle bat aux tirs au but l’Ouzbékistan (2-2 tab 4-3, doublé d’A'ala Hubail) mais elle est battue en demi par le Japon (3-4 après prolongations, doublé d’A'ala Hubail et but de Duaij Naser) et battue pour la 3e place par l’Iran (2-4, buts de Saleh Farhan et de Talal Yousef). A'ala Hubail est l’un des meilleurs buteurs de la compétition avec 5 buts, en compagnie de l’iranien Ali Karimi.

### Bahreïn frôle de peu la Coupe du monde
À domicile, le 3 août 2005, Bahreïn bat le Turkménistan 5-0, ce qui constitue une de ses deux plus larges victoires. L’équipe de Bahreïn ne s'est pour l'instant jamais qualifiée pour une phase finale de Coupe du monde. Cependant, elle n’est pas passée loin de la qualification pour celle de 2006, puisqu’elle a rencontré en barrages Trinité-et-Tobago (1-1 puis 0-1). Bahreïn termine premier de son groupe lors du 1er tour devant la Syrie, le Tadjikistan et le Kirghizistan (dont fut enregistrée une des plus larges victoires de Bahreïn à domicile, le 9 juin 2004, contre le Kirghizistan, qui se solda par un 5-0). Puis lors du tour final, il termine 3e sur 4, derrière le Japon et l’Iran, devant la Corée du Nord, ce qui lui fait disputer des barrages contre l’Ouzbékistan, que Bahreïn gagne (non sans une polémique à cause d'un match gagné par l'Ouzbékistan mais rejoué pour cause de remise en cause de l'arbitrage), et doit disputer un autre barrage contre Trinité-et-Tobago qu’il perd (1-1 à l'extérieur au match aller, but de Salman Isa ; 0-1 à domicile au retour).

### Depuis 2006

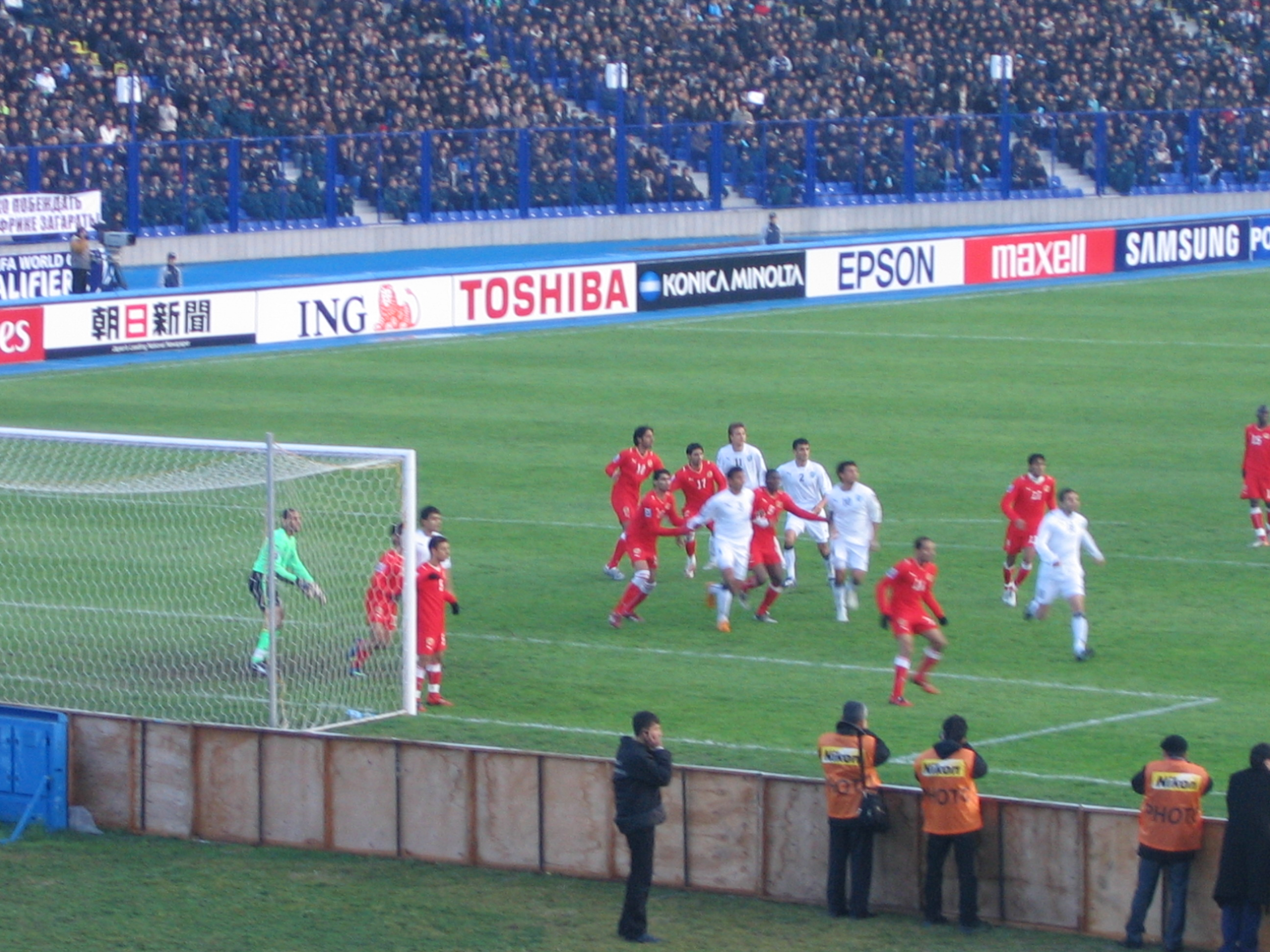
Bahreïn (en rouge), lors d'une victoire contre l'Ouzbékistan, durant les qualifications pour la Coupe du monde 2010

À la Coupe d’Asie 2007, au 1er tour, l’équipe de Bahreïn de football (منتخب البحرين لكرة القدم) est battue dès le premier match par l’Indonésie, l'un des pays coorganisateurs de la compétition, (1-2) malgré le but de Sayed Mahmood Jalal, puis bat la Corée du Sud (2-1, buts d’Ismael Abdullatif et de Salman Isa) mais perd contre l’Arabie saoudite (0-4). Pour la Coupe du monde de football 2010, Bahreïn bat au 1er tour la Malaisie (4-1 ; 0-0), puis termine 2e du groupe 2 lors du 3e tour, derrière le Japon, devant l’Oman et la Thaïlande.
Lors du tour final, il tombe dans un groupe relevé, composé de l’Australie, du Japon, de l’Ouzbékistan et du Qatar. Ils en sortent troisièmes et doivent jouer en barrage aller-retour l'Arabie saoudite. En remportant cette double confrontation grâce aux buts inscrits à l'extérieur (ils obtiennent le nul chez eux (0-0) et tiennent à nouveau en échec (2-2) les Saoudiens lors du match retour), ils gagnent le droit de jouer leur qualification pour la Coupe du monde 2010 contre la Nouvelle-Zélande en double confrontation. Lors du match aller à domicile, les deux équipes se séparent sur un score nul et vierge (0-0). Lors du match retour Bahreïn s'incline (1-0) en Nouvelle-Zélande. Comme en 2006, Bahreïn est éliminé aux portes de la qualification.
L'équipe ne réussit pas à se qualifier pour les 2 éditions suivantes de la Coupe du monde et ne passe pas le 1er tour de la Coupe d’Asie 2011 et de celle de 2015. Elle réussit en revanche à se hisser en huitième de finale de la Coupe d'Asie des nations 2019 après un premier tour difficile et y est éliminé de justesse par la Corée du Sud (1-2 après prolongations). En revanche, elle remporte en août 2019 pour la première fois de son histoire la Coupe d'Asie de l'Ouest (en) en dominant l'hôte irakien en finale (1-0) et en terminant le tournoi régional sans aucun but encaissé. En décembre 2019, elle a également remporté la Coupe du Golfe 2019 (en) pour la première fois de son histoire, en dominant l'Arabie saoudite en finale (1-0).
À l'occasion du 2e tour des éliminatoires de la Coupe du monde 2022, Bahreïn est versé dans le groupe C avec l'Irak, l'Iran, le Cambodge et Hong Kong. Pour les retrouvailles avec l'Irak le 5 septembre 2019 à domicile, Bahreïn ne parvient pas à rééditer la même performance que lors de la finale de la Coupe d'Asie de l'Ouest (en) et subit une égalisation frustrante en fin de match, concédant le nul (1-1). Les Guerriers du Dilmoun se reprennent toutefois en allant s'imposer cinq jours plus tard au Cambodge (1-0), avant de surprendre à domicile l'Iran (1-0) grâce à un penalty transformé par Mohammed Al-Hardan (en) à la 65e minute, le 15 octobre 2019. L'équipe réalise toutefois une contre-performance en concédant le match nul à Hong Kong un mois plus tard (0-0) et reste à portée de l'Iran, battu de son côté par le leader irakien (1-2) et qui compte donc deux points de moins que les Guerriers du Dilmoun à l'issue de la phase aller ; avant d'accrocher à nouveau les Lions de Mésopotamie cinq jours plus tard (0-0).
Cependant Bahreïn, qui avait pourtant l'avantage d'accueillir l'ensemble des derniers matchs du groupe du fait des restrictions sanitaires liées à la pandémie de Covid-19 et n'avait jusqu'alors encaissé qu'un seul but, perd de facto toute chance de qualification pour le tour suivant en subissant un lourd revers contre l'Iran (0-3), qui a retrouvé son meilleur niveau de jeu depuis le départ du technicien belge Marc Wilmots, à cause d'une deuxième mi-temps complètement manquée, puisque les Guerriers du Dilmoun ont encaissé les trois buts perses après la pause. Bahreïn, qui n'est pas parvenu à rééditer son exploit d'octobre 2019 contre ces mêmes Iraniens, pourra nourrir des regrets, sur la deuxième mi-temps de cette rencontre mais surtout lors du match nul 0-0 à Hong Kong ou encore en ayant laissé filer deux points lors de la première journée en concédant une égalisation irakienne en fin de match alors que Bahreïn menait 1-0.
Lors de la Coupe d'Asie de l'AFC 2023, Bahreïn a remporté son groupe (qui comprenait la Malaisie, la Corée du Sud et la Jordanie). Après une défaite lors de la première journée face à la Corée du Sud, les Bahreïnis ont enchaîné deux victoires consécutives, avant de s'incliner face au Japon en huitième de finale.

## Palmarès

### Classement FIFA
| Année              | 1993 | 1994 | 1995 | 1996 | 1997 | 1998 | 1999 | 2000 | 2001 | 2002 | 2003 | 2004 | 2005 | 2006 | 2007 | 2008 | 2009 | 2010 | 2011 | 2012 | 2013 | 2014 | 2015 | 2016 | 2017 | 2018 | 2019 | 2020 | 2021 | 2022 | 2023 | 2024 |
| ------------------ | ---- | ---- | ---- | ---- | ---- | ---- | ---- | ---- | ---- | ---- | ---- | ---- | ---- | ---- | ---- | ---- | ---- | ---- | ---- | ---- | ---- | ---- | ---- | ---- | ---- | ---- | ---- | ---- | ---- | ---- | ---- | ---- |
| Classement mondial | 78   | 73   | 99   | 118  | 121  | 119  | 136  | 138  | 110  | 105  | 64   | 49   | 52   | 97   | 102  | 80   | 60   | 93   | 101  | 119  | 110  | 122  | 124  | 123  | 115  | 113  | 99   | 97   | 91   | 85   | 86   | 81   |
| Classement AFC     |      |      |      |      |      |      |      | 25   | 18   | 15   | 10   | 8    | 5    | 14   | 12   | 8    | 4    |      |      |      |      |      |      |      |      |      | 17   | 17   | 14   | 13   | 12   | 12   |

### Parcours enCoupe du monde

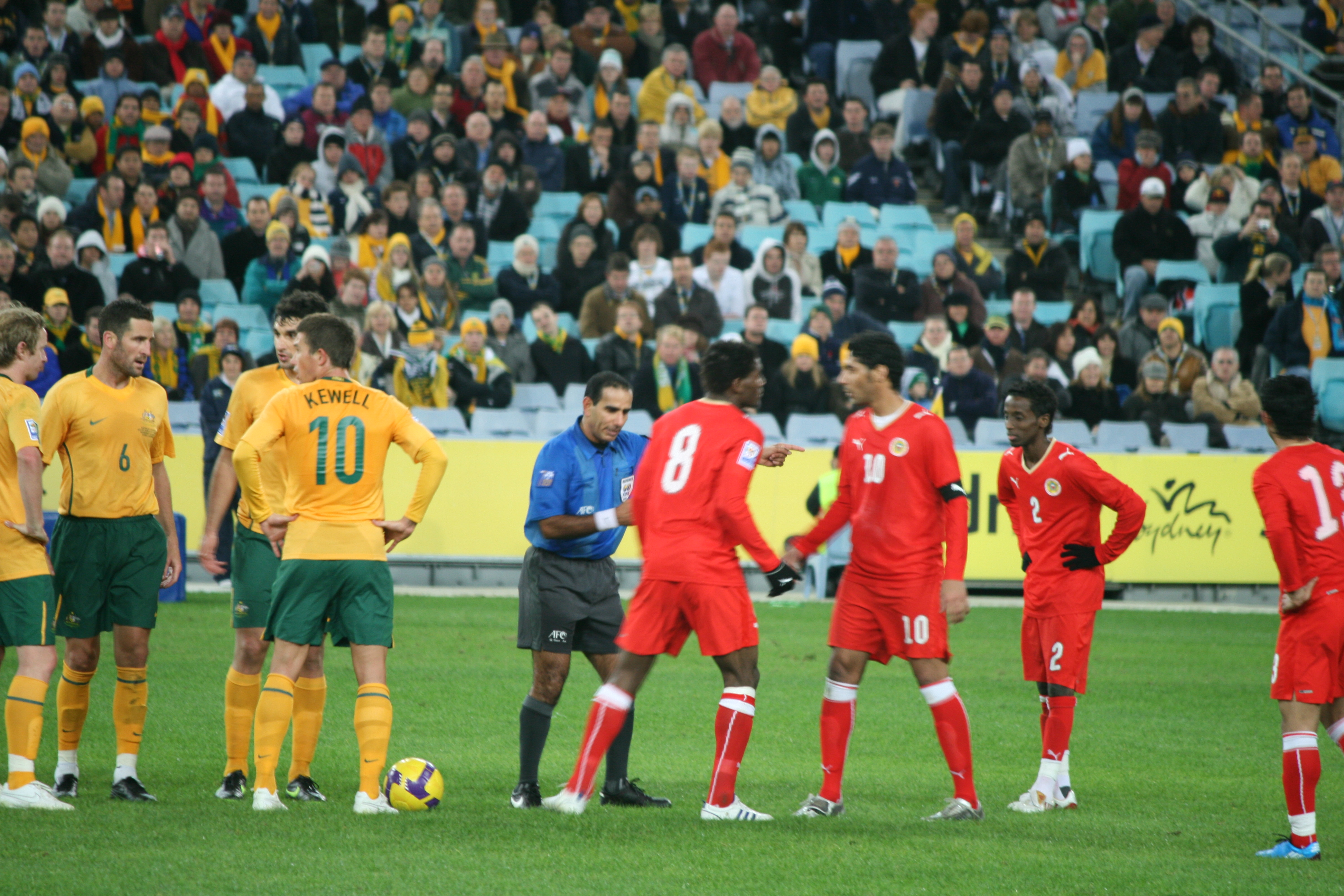
Match de qualification pour la Coupe du monde 2010 entre l'Australie et Bahreïn.

| Année | Position     |      | Année         | Position |               | Année | Position |
| 1930  | Non inscrite | 1974 | Non inscrite  | 2010     | Non qualifiée |       |          |
| 1934  | Non inscrite | 1978 | Non qualifiée | 2014     | Non qualifiée |       |          |
| 1938  | Non inscrite | 1982 | Non qualifiée | 2018     | Non qualifiée |       |          |
| 1950  | Non inscrite | 1986 | Non qualifiée | 2022     | Non qualifiée |       |          |
| 1954  | Non inscrite | 1990 | Forfait       | 2026     | Non qualifiée |       |          |
| 1958  | Non inscrite | 1994 | Non qualifiée | 2030     | À venir       |       |          |
| 1962  | Non inscrite | 1998 | Non qualifiée | 2034     | À venir       |       |          |
| 1966  | Non inscrite | 2002 | Non qualifiée |          |               |       |          |
| 1970  | Non inscrite | 2006 | Non qualifiée |          |               |       |          |

### Parcours enCoupe d'Asie des nations
| Année | Position          |      | Année             | Position |                    | Année | Position |
| 1956  | Non inscrite      | 1984 | Non inscrite      | 2011     | 1er tour           |       |          |
| 1960  | Non inscrite      | 1988 | 1er tour          | 2015     | 1er tour           |       |          |
| 1964  | Non inscrite      | 1992 | Non inscrite      | 2019     | Huitième de finale |       |          |
| 1968  | Non inscrite      | 1996 | Tour préliminaire | 2023     | Huitième de finale |       |          |
| 1972  | Tour préliminaire | 2000 | Tour préliminaire | 2027     | Qualifiée          |       |          |
| 1976  | Non inscrite      | 2004 | Demi-finale (4e)  |          |                    |       |          |
| 1980  | Non inscrite      | 2007 | 1er tour          |          |                    |       |          |

## Chronologie des sélectionneurs
- juin 1984-juin 1986 :  Keith Burkinshaw
- juil. 1986-déc. 1995 : "inconnu"
- jan. 1996-déc. 1996 :  Josef Hickersberger
- jan. 1997-juin. 1999 : "inconnu"
- juil. 1999-déc. 1999 :  Alexandru Moldovan
- oct. 2000-mars 2003 :  Wolfgang Sidka
- juil. 2003-juin 2004 :  Srecko Juricic
- juil. 2004-août 2005 :  Wolfgang Sidka
- jan. 2005-mars 2006 :   Luka Peruzovic
- juil; 2006-jan. 2007 :  Hans-Peter Briegel
- juil. 2007-juil. 2010 :  Milan Macala
- juin 2010-oct. 2010 :  Josef Hickersberger
- nov. 2010-juil. 2011 :  Salman Ahmad Sharida
- juil. 2011-oct. 2012 :  Peter Taylor
- oct. 2012-août 2013 :  Gabriel Calderon
- août 2013-août 2014 :   Anthony Hudson
- août 2014-nov. 2014 :  Adnan Hamad
- août 2014-mai 2015 :  Marjan Eid
- mai 2015-avr. 2016 :  Sergio Batista
- juil. 2016-jan. 2019 :  Miroslav Soukup
- jan.2019-2023 :  Hélio Sousa
- 2023-2024 :  Juan Antonio Pizzi
- 2024- :  Dragan Talajić

## Principaux joueurs
- Jaycee John Akwani
- Omar Ismaeel
- A'ala Hubail

## Les adversaires de Bahreïn de 1966 à aujourd'hui
| Pays                | J  | G  | N  | P  | Bp | Bc | Diff | Premier match                     | Dernier match                   |
| ------------------- | -- | -- | -- | -- | -- | -- | ---- | --------------------------------- | ------------------------------- |
| Albanie             | 1  | 1  | 0  | 0  | 3  | 0  | 3    | 10/01/2002 (3-0) à Manama         |                                 |
| Angola              | 1  | 0  | 0  | 1  | 0  | 3  | -3   | 10/01/2024 (0-3) à Dubaï          |                                 |
| Arabie saoudite     | 40 | 9  | 12 | 19 | 35 | 60 | -25  | 30/03/1970 (0-0) à Manama         | 05/06/2025 (0-2) à Riffa        |
| Australie           | 8  | 1  | 1  | 6  | 4  | 13 | -9   | 22/02/2006 (1-3) à Manama         | 19/11/2024 (2-2) à Riffa        |
| Azerbaïdjan         | 3  | 0  | 0  | 3  | 3  | 8  | -5   | 15/10/2008 (1-2) à Manama         | 09/10/2019 (2-3) à Riffa        |
| Bangladesh          | 2  | 2  | 0  | 0  | 4  | 0  | 4    | 01/09/1979 (2-0) à Séoul          | 08/06/2022 (2-0) à Kuala Lumpur |
| Biélorussie         | 1  | 0  | 0  | 1  | 0  | 1  | -1   | 29/03/2022 (0-1) à Muharraq       |                                 |
| Birmanie            | 5  | 4  | 0  | 1  | 13 | 6  | 7    | 02/09/1974 (0-4) à Téhéran        | 27/05/2022 (2-0) à Thanyaburi   |
| Bosnie-Herzégovine  | 1  | 0  | 0  | 1  | 0  | 1  | -1   | 23/06/2001 (0-1) à Kuala Lumpur   |                                 |
| Burkina Faso        | 3  | 2  | 1  | 0  | 5  | 2  | 3    | 23/10/1998 (2-1) à Manama         | 26/12/2012 (0-0) à Riffa        |
| Burundi             | 1  | 1  | 0  | 0  | 1  | 0  | 1    | 26/03/2022 (1-0) à Muharraq       |                                 |
| Cambodge            | 2  | 2  | 0  | 0  | 9  | 0  | 9    | 10/09/2019 (1-0) à Phnom Penh     | 03/06/2021 (8-0) à Riffa        |
| Canada              | 1  | 0  | 1  | 0  | 2  | 2  | 0    | 11/11/2022 (2-2) à Muharraq       |                                 |
| Cap-Vert            | 1  | 0  | 0  | 1  | 1  | 2  | -1   | 23/09/2022 (1-2) à Riffa          |                                 |
| Chine               | 9  | 0  | 4  | 5  | 8  | 16 | -8   | 20/09/1986 (1-5) à Pusan          | 10/06/2025 (0-1) à Chongqing    |
| Colombie            | 1  | 0  | 0  | 1  | 0  | 6  | -6   | 26/03/2015 (0-6) à Riffa          |                                 |
| Congo               | 1  | 1  | 0  | 0  | 3  | 1  | 2    | 31/05/2009 (3-1) à Manama         |                                 |
| Corée du Nord       | 7  | 2  | 1  | 4  | 10 | 10 | 0    | 25/03/2005 (2-1) à Pyongyang      | 29/12/2018 (4-0) à Madinat 'Isa |
| Corée du Sud        | 23 | 3  | 5  | 15 | 19 | 55 | -36  | 18/02/1977 (1-4) à Manama         | 15/01/2024 (1-3) à Doha         |
| Curaçao             | 1  | 1  | 0  | 0  | 4  | 0  | 4    | 06/10/2021 (4-0) à Riffa          |                                 |
| Émirats arabes unis | 32 | 11 | 6  | 15 | 44 | 58 | -14  | 18/03/1974 (0-4) à Koweït         | 11/06/2024 (1-1) à Dubaï        |
| Égypte              | 1  | 0  | 0  | 1  | 0  | 1  | -1   | 15/12/2003 (0-1) à Manama         |                                 |
| Finlande            | 5  | 0  | 1  | 4  | 1  | 9  | -8   | 09/02/1979 (0-1) à Manama         | 01/12/2004 (1-2) à Manama       |
| Haïti               | 1  | 1  | 0  | 0  | 6  | 1  | 5    | 01/09/2021 (6-1) à Riffa          |                                 |
| Hong Kong           | 7  | 5  | 1  | 1  | 17 | 3  | 14   | 07/05/1993 (1-2) à Beyrouth       | 15/06/2021 (4-0) à Riffa        |
| Inde                | 7  | 6  | 1  | 0  | 16 | 4  | 12   | 13/06/1982 (0-0) à Séoul          | 23/03/2022 (2-1) à Muharraq     |
| Indonésie           | 8  | 3  | 2  | 3  | 20 | 9  | 11   | 27/08/1980 (2-3) à Séoul          | 25/03/2025 (0-1) à Jakarta      |
| Irak                | 34 | 6  | 16 | 12 | 30 | 49 | -19  | 07/04/1966 (1-10) à Bagdad        | 25/12/2024 (2-0) à Koweït       |
| Iran                | 18 | 5  | 5  | 8  | 13 | 32 | -19  | 07/09/1974 (0-6) à Téhéran        | 11/06/2021 (0-3) à Riffa        |
| Islande             | 2  | 1  | 0  | 1  | 2  | 3  | -1   | 11/03/1986 (2-1) à Manama         | 15/03/1986 (0-2) à Manama       |
| Japon               | 13 | 2  | 0  | 11 | 8  | 27 | -19  | 12/12/1978 (0-4) à Bangkok        | 20/03/2025 (0-2) à Saitama      |
| Jordanie            | 27 | 9  | 6  | 12 | 24 | 31 | -7   | 06/04/1966 (1-2) à Bagdad         | 25/01/2024 (1-0) à Doha         |
| Kazakhstan          | 2  | 0  | 0  | 2  | 0  | 3  | -3   | 20/03/2000 (0-1) à Manama         | 22/03/2000 (0-2) à Dubaï        |
| Kenya               | 2  | 2  | 0  | 0  | 4  | 2  | 2    | 18/12/2003 (2-1) à Manama         | 26/08/2009 (2-1) à Manama       |
| Kirghizistan        | 8  | 6  | 1  | 1  | 17 | 7  | 10   | 06/02/2001 (1-0) à Singapour      | 12/10/2023 (2-0) à Muharraq     |
| Koweït              | 50 | 15 | 14 | 21 | 47 | 64 | -17  | 01/04/1966 (4-4) à Bagdad         | 31/12/2024 (1-0) à Koweït       |
| Lettonie            | 1  | 0  | 1  | 0  | 2  | 2  | 0    | 03/12/2004 (2-2) à Manama         |                                 |
| Liban               | 17 | 8  | 6  | 3  | 24 | 20 | 4    | 04/04/1966 (1-6) à Bagdad         | 12/11/2020 (3-1) à Dubaï        |
| Libye               | 5  | 1  | 1  | 3  | 6  | 10 | -4   | 20/09/1997 (1-2) à Tripoli        | 29/06/2012 (1-2) à Taëf         |
| Macédoine du Nord   | 1  | 0  | 1  | 0  | 1  | 1  | 0    | 07/01/2002 (1-1) à Manama         |                                 |
| Malaisie            | 14 | 8  | 4  | 2  | 26 | 15 | 11   | 08/09/1977 (1-3) à Séoul          | 20/01/2024 (1-0) à Doha         |
| Maldives            | 2  | 2  | 0  | 0  | 5  | 1  | 4    | 02/04/2000 (4-1) à Damas          | 11/04/2000 (1-0) à Téhéran      |
| Mauritanie          | 1  | 1  | 0  | 0  | 2  | 0  | 2    | 06/07/1985 (2-0) à Taif           |                                 |
| Népal               | 2  | 2  | 0  | 0  | 8  | 0  | 8    | 21/03/2024 (5-0) à Riffa          | 26/03/2024 (3-0) à Riffa        |
| Norvège             | 1  | 0  | 0  | 1  | 0  | 1  | -1   | 25/01/2005 (0-1) à Manama         |                                 |
| Nouvelle-Zélande    | 5  | 0  | 1  | 4  | 1  | 6  | -5   | 03/10/1979 (0-2) à Manama         | 12/10/2021 (0-1) à Riffa        |
| Oman                | 44 | 14 | 16 | 14 | 47 | 41 | 6    | 16/03/1974 (4-0) à Koweït         | 04/01/2025 (2-1) à Koweït       |
| Ouganda             | 2  | 1  | 1  | 0  | 3  | 1  | 2    | 10/11/2010 (0-0) à Manama         | 27/01/2022 (3-1) à Riffa        |
| Ouzbékistan         | 12 | 2  | 5  | 5  | 8  | 20 | -12  | 12/01/2001 (0-5) à Calcutta       | 29/03/2016 (0-1) à Tachkent     |
| Pakistan            | 1  | 0  | 0  | 1  | 1  | 5  | -4   | 06/09/1974 (1-5) à Téhéran        |                                 |
| Palestine           | 8  | 3  | 1  | 4  | 7  | 8  | -1   | 02/09/2004 (1-0) à ???            | 25/03/2023 (1-2) à Muharraq     |
| Panama              | 2  | 1  | 0  | 1  | 5  | 2  | 3    | 27/10/2005 (5-0) à Manama         | 27/09/2022 (0-2) à Riffa        |
| Paraguay            | 1  | 0  | 0  | 1  | 1  | 2  | -1   | 08/03/1986 (1-2) à Manama         |                                 |
| Philippines         | 7  | 4  | 2  | 1  | 10 | 5  | 5    | 12/10/2012 (0-0) à Riffa          | 17/10/2023 (1-0) à Muharraq     |
| Qatar               | 40 | 13 | 19 | 8  | 38 | 34 | 4    | 27/03/1970 (2-1) à Madinat 'Isa   | 10/01/2023 (2-1) à Bassorah     |
| RD Congo            | 1  | 1  | 0  | 0  | 1  | 0  | 1    | 01/02/2022 (1-0) à Riffa          |                                 |
| Serbie              | 1  | 0  | 0  | 1  | 1  | 5  | -4   | 18/11/2022 (1-5) à Muharraq       |                                 |
| Singapour           | 10 | 8  | 1  | 1  | 19 | 6  | 13   | 17/01/1982 (0-2) à Singapour      | 14/11/2017 (3-0) à Singapour    |
| Slovaquie           | 1  | 1  | 0  | 0  | 2  | 0  | 2    | 25/06/2001 (2-0) à Kuala Lumpur   |                                 |
| Soudan              | 3  | 2  | 0  | 1  | 4  | 3  | 1    | 12/09/1979 (1-0) à Daegu          | 26/08/2011 (1-0) à Manama       |
| Sri Lanka           | 2  | 2  | 0  | 0  | 4  | 0  | 4    | 20/12/1971 (3-0) à Bangkok        | 10/09/1979 (1-0) à Séoul        |
| Suède               | 1  | 0  | 0  | 1  | 0  | 2  | -2   | 18/01/2012 (0-2) à Doha           |                                 |
| Syrie               | 23 | 6  | 6  | 11 | 24 | 27 | -3   | 11/01/1979 (0-1) à Abou Dabi      | 28/03/2023 (1-0) à Muharraq     |
| Tadjikistan         | 5  | 3  | 2  | 0  | 11 | 1  | 10   | 31/03/2004 (0-0) à Douchanbé      | 07/11/2020 (1-0) à Dubaï        |
| Taipei chinois      | 4  | 2  | 1  | 1  | 8  | 3  | 5    | 14/09/1986 (1-1) à Taipei         | 10/10/2017 (1-2) à Taipei       |
| Tchad               | 1  | 0  | 1  | 0  | 1  | 1  | 0    | 25/09/1997 (1-1) à Tripoli        |                                 |
| Thaïlande           | 10 | 3  | 4  | 3  | 11 | 10 | 1    | 27/08/1980 (0-1) à Séoul          | 31/05/2022 (2-1) à Thanyaburi   |
| Togo                | 1  | 1  | 0  | 0  | 5  | 1  | 4    | 06/11/2009 (5-1) à Manama         |                                 |
| Trinité-et-Tobago   | 2  | 0  | 1  | 1  | 1  | 2  | -1   | 12/11/2005 (1-1) à Port-d'Espagne | 16/11/2005 (0-1) à Manama       |
| Tunisie             | 2  | 1  | 0  | 1  | 1  | 3  | -2   | 05/03/1981 (0-3) à Manama         | 18/02/1988 (1-0) à Manama       |
| Turkménistan        | 6  | 4  | 2  | 0  | 15 | 4  | 11   | 09/10/1994 (2-2) à Hiroshima      | 12/09/2023 (1-1) à Dubaï        |
| Ukraine             | 1  | 0  | 1  | 0  | 1  | 1  | 0    | 23/05/2021 (1-1) à Kharkiv        |                                 |
| Viêt Nam            | 1  | 0  | 0  | 1  | 3  | 5  | -2   | 30/06/2007 (3-5) à Hanoï          |                                 |
| Yémen               | 19 | 13 | 3  | 3  | 37 | 11 | 26   | 01/10/1994 (2-0) à Hiroshima      | 28/12/2024 (1-2) à Koweït       |
| Yémen du Sud        | 3  | 2  | 1  | 0  | 9  | 4  | 5    | 29/03/1985 (4-1) à Aden           | 21/06/1988 (2-0) à Jakarta      |
| Zimbabwe            | 1  | 1  | 0  | 0  | 5  | 2  | 3    | 23/03/2009 (5-2) à Manama         |                                 |